# Tom Kleijn (televisiejournalist)
Tom Michiel Kleijn  (Den Helder, 15 mei 1969) is een Nederlands televisiejournalist.
Tom Kleijn studeerde communicatiewetenschap aan de Universiteit van Amsterdam en ging in 1995 als verslaggever aan de slag bij de actualiteitenrubriek TweeVandaag.
In 1997 stapte hij over naar NOVA. Tom Kleijn onderscheidde zich door reportages uit Irak en Afghanistan. Voor de reportage Hunting for Taliban (samen met cameraman Joris Hentenaar) kreeg hij in 2006 een Emmy Award. Zijn ervaringen in Irak legde hij vast in het boek Zwemmen in Bagdad (2008).
In januari 2011 volgde Kleijn Willem Lust als correspondent voor Nieuwsuur in de VS op. Per juni 2014 hief Nieuwsuur de correspondentplaats in de VS op en keerde Kleijn terug naar Nederland en werd weer verslaggever. In oktober 2017 stapte hij over naar KRO-NCRV's Brandpunt (later Brandpunt+) waar hij verslaggever en presentator was tot de laatste uitzending in 2018. 
Tom Kleijn is een broer van journalist Koen Kleijn (voormalig hoofdredacteur a.i. van De Groene Amsterdammer) en een halfbroer van tv-presentator Jaap Jongbloed. In zijn tienerjaren speelde hij bij de Basketball Vereniging Rebound'84 in Schagen. Gedurende enige tijd was zijn coach Cees Geel.
In 2023 nam hij deel aan de zomereditie van De Slimste Mens. In de finale won hij van Jörgen Tjon A Fong. In 2025 deed Kleijn opnieuw mee aan De Slimste Mens, ter gelegenheid van het 25ste seizoen. Dit keer viel hij na twee afleveringen af.